# Macrothylacia digramma alfacaria
Macrothylacia digramma alfacaria é uma subespécie de insetos lepidópteros, mais especificamente de traças, pertencente à família Lasiocampidae.
A autoridade científica da subespécie é Ribbe, tendo sido descrita no ano de 1910.
Trata-se de uma subespécie presente no território português.